# Клепинин, Андрей Николаевич
Андрей Николаевич Клепинин (4 октября 1871, Екатеринбург — 1954, Париж) — российский архитектор, Почётный гражданин города Кисловодска.

## Биография
Родился 4 октября 1871 года в Екатеринбурге Пермской губернии в семье потомственного дворянина Оренбургской губернии, председателя Екатеринбургской земской управы Николая Андреевича Клепинина и его супруги Надежды Николаевны.
В 1890 году окончил Екатеринбургскую классическую гимназию и поступил в Петербургский университет. После окончания Петербургского института гражданских инженеров в 1897 году со званием гражданского инженера и правом на чин X класса Клепинин поступил на службу в Министерство внутренних дел, в Технико-строительный комитет. 29 ноября 1896 года определён на службу в Министерство земледелия и гражданских имуществ. 8 марта 1897 года утверждён в чине коллежского секретаря. Откомандирован в технико-строительный комитет.
В 1898 году был откомандирован в распоряжение директора Кавминвод И. И. Байкова и работал в Пятигорске и Кисловодске. С 1898 года А. Н. Клепинин — гражданский архитектор Администрации Кавказских Минеральных Вод. Жил на кисловодской даче доктора Аглинцева, которую построил для него. 29 ноября 1899 года за выслугу лет произведён в титулярные советники.
По его проектам сооружены Главные нарзанные ванны в Кисловодске, на фасаде здания мраморная доска с надписью «Проектировал и построил инженер А. Н. Клепинин. 1901—1903 гг».
5 апреля 1903 года пожалован орденом Святого Станислава 3-й степени за отличную усердную работу. В 1904 году из-за проблем со здоровьем на Кавказ приезжает его отец — Николай Андреевич, где в мае 1905 года в Пятигорске он скончался.
В 1905—1907 годах Клепинин городской архитектор Кисловодска.
После 1907 года Клепинина перевели в Одессу на должность руководителя строительной части Русского общества пароходства и торговли, крупнейшей судовой компании на Чёрном море.
После революции к 1920 году на юге России складывается тяжёлая обстановка, и Клепинины решают эмигрировать. Через Константинополь они переезжают в сербское поселение Бор. Здесь архитектором возведены церковь, дом Сокольского, больница. В конце жизни переехал к дочери в предместье Парижа. Скончался и похоронен в 1954 году в местечке Маллкофф («Малахов»).
За заслуги и личный вклад в дело развития города постановлением администрации от 5 января 1996 года № 16 удостоен звания «Почётный гражданин города Кисловодска».

### Семья
- Николай Николаевич Клепинин — брат, учёный-почвовед, его именем названа научная станция в Крыму[2].
- Борис Николаевич Клепинин — брат, начальник Приморского переселенческого района на Дальнем Востоке, именно он пригласил на работу автора «Дерсу Узала» Арсеньева[2].
- Вера Николаевна Клепинина — сестра, актриса, ученица Мейерхольда[2].

Был женат на дочери титулярного советника Софье Александровне (урождённой Степановой) (1873—1923). Она приходилась кузиной поэтессе Зинаиде Гиппиус и была хорошо знакома с Елизаветой Юрьевной Караваевой, первой в России женщиной-городским головой (город Анапа), которая впоследствии сыграет трагическую роль в судьбе её младшего сына Дмитрия. В этом браке родились:
- Татьяна Андреевна (1892—1977, Лондон) — дочь. В молодости училась танцам, позже стала художницей. Жила в Париже, умерла в преклонном возрасте в Лондоне, где и была похоронена[9].
  - Андрей Покровский — знаменитый балетмейстер хореограф, ставил в России балет «Анна Каренина»[9][10].
- Николай Андреевич Клепинин-Львов (1899, Пятигорск — 1941, Орёл) — доброволец в Белой Армии, историк, писатель. Во Франции в русской эмигрантской среде вёл пропаганду возвращения на Родину, примирения с советской властью. После возвращения на Родину получил новую фамилию Львов[2];
  - Софья Николаевна Клепинина-Львова (1929—2000) — журналистка. Долгое время работала научным сотрудником Музея-квартиры М. Цветаевой в г. Болшеве[2].
- Дмитрий Андреевич Клепинин (1904, Пятигорск — 1943, Бухенвальд) — богослов, общественный деятель, священник[1]. Один из основателей благотворительной и культурно-просветительной организации помощи русским эмигрантам «Православное дело», участник «Сопротивления». Канонизирован Константинопольским патриархатом в 2004 году и причислен к лику святых[2].

Семья Клепининых находилась в дружеских отношениях с семьёй поэта Марины Цветаевой. Её супруг С. Я. Эфрон посодействовал Клепининым в возвращении на Родину, где обвинённые в шпионаже в пользу Франции в июле 1941 года они были расстреляны.

## Проекты

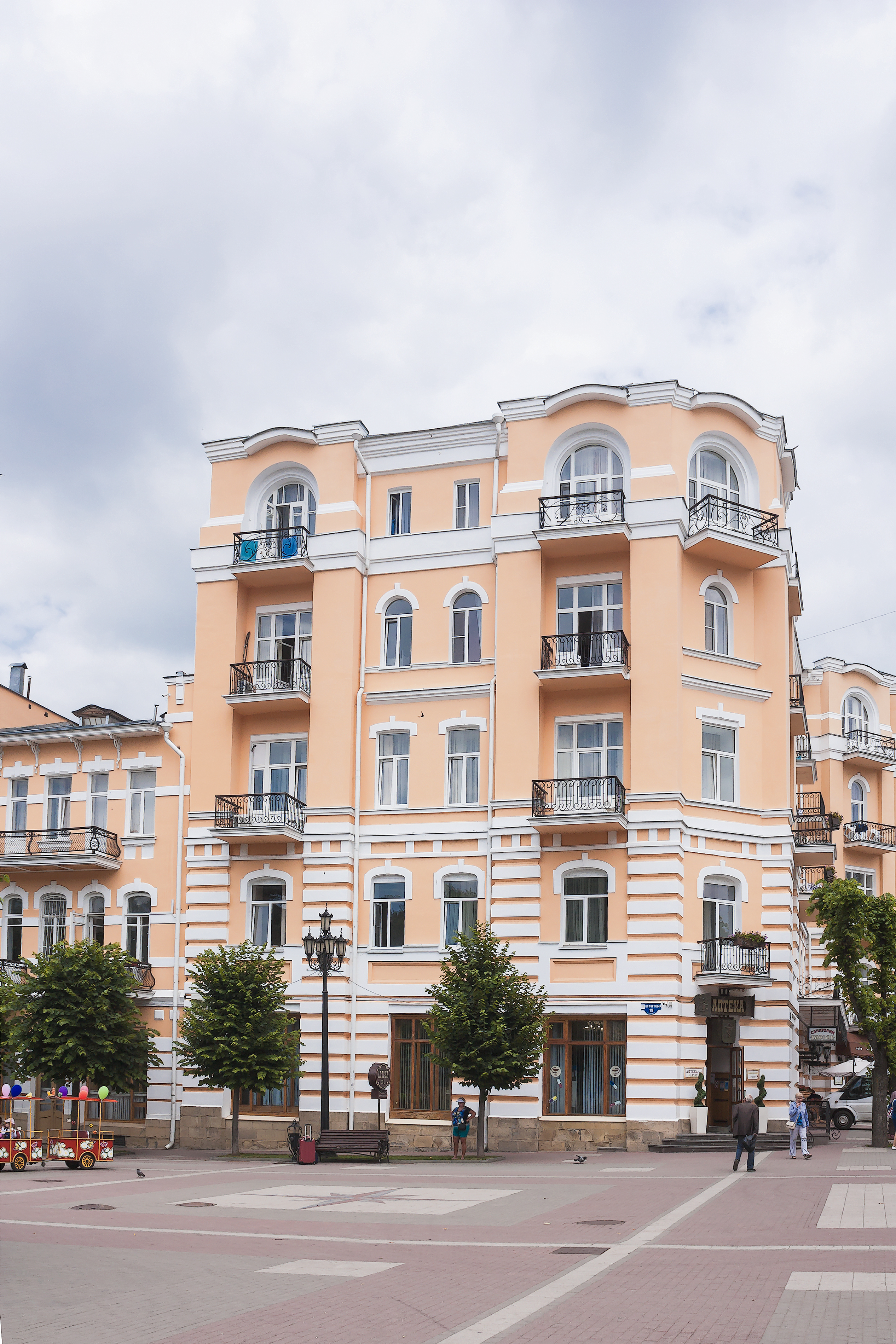
«Гранд-отель» Тахтамирова (ныне корпус санатория «Нарзан») в стиле модерн, Кисловодск

В Пятигорске Клепинин построил храм Архангела Михаила по адресу ул. Козлова, 39А, участвовал в сооружении зданий Ново-Сабанеевских ванн (ныне Пушкинских ванн), Гидропатического заведения, новой Казённой гостиницы, винных складов у вокзала. По его проектам в городе возведены беседки и павильоны на Горячей горе в парке, глазная лечебница имени А. И. Пеунова, дом трудолюбия общества пособия бедным, кафе и ряд дач на Провале.
Основные проектные и строительные работы архитектора связаны с Кисловодском. Здесь он возвёл Гидропатическое заведение Углекислых ванн нарзана (к 100-летнему юбилею города-курорта), в советское время названное Главными нарзанными ваннами (1901—1903), дом доктора П. И. Склотовского (в начале улицы Красноармейской) в стиле модерн, дачу Кабат, дом Манесси, здание Казённой гостиницы «Гранд-отель» по проекту И. И. Зелинского, занимался замощением улиц (1902). С лета 1905 до 1907 года работал городским архитектором Кисловодска. К этому времени относятся строительство собственного дома и ряда особняков в Кисловодске.
Главной работой Клепинина остаётся здание Главных нарзанных ванн. Спустя шесть лет после торжественного открытия комплекса архитектор обратился к директору КМВ с личной просьбой добавить на фасад здания мраморную доску с надписью: «Проектировал и построил инженер А. Н. Клепинин. 1901—1903 гг.». Желание было исполнено.
Последние реставрационные работы в Главных нарзанных ваннах провели в 1975 году. Долгие годы здание ветшало и оставалось без должного внимания. В 2015 году после особого распоряжения на реставрацию Главных нарзанных ванн, как объекта культурного наследия, было выделено 50 миллионов рублей. Жителей города-курорта и искусствоведов возмутили недобросовестные работы подрядчика. Общая стоимость реконструкции составила порядка миллиарда рублей. Сегодня здание превращено в элитный отель.